# Grand Prix Júnior de Patinação Artística no Gelo na China
O Grand Prix Júnior de Patinação Artística no Gelo na China é uma competição internacional de patinação artística no gelo de nível júnior. A competição é organizada pela União Internacional de Patinação (ISU), e disputada no outono, em alguns anos, como parte do Grand Prix Júnior de Patinação Artística no Gelo.

## Edições
| Ano        | Edição               | Cidade sede          | Júnior               | Júnior               | Júnior               | Júnior               | Ref                  |
| Ano        | Edição               | Cidade sede          | M                    | F                    | P                    | D                    | Ref                  |
| ---------- | -------------------- | -------------------- | -------------------- | -------------------- | -------------------- | -------------------- | -------------------- |
| 1998       | 1.ª                  | Pequim               | •                    | •                    | •                    | •                    | [ 1 ]                |
| 1999       | Não houve competição | Não houve competição | Não houve competição | Não houve competição | Não houve competição | Não houve competição | Não houve competição |
| 2000       | 2.ª                  | Harbin               | •                    | •                    | •                    | •                    | [ 2 ]                |
| 2001       | Não houve competição | Não houve competição | Não houve competição | Não houve competição | Não houve competição | Não houve competição | Não houve competição |
| 2002       | 3.ª                  | Pequim               | •                    | •                    | •                    | •                    | [ 3 ]                |
| 2003       | Não houve competição | Não houve competição | Não houve competição | Não houve competição | Não houve competição | Não houve competição | Não houve competição |
| 2004       | 4.ª                  | Harbin               | •                    | •                    | •                    | •                    | [ 4 ]                |
| 2005– 2009 | Não houve competição | Não houve competição | Não houve competição | Não houve competição | Não houve competição | Não houve competição | Não houve competição |
| 2010       | Final                | Pequim               | •                    | •                    | •                    | •                    | [ 5 ]                |

Legenda
- Final do Grand Prix ISU Júnior

## Lista de medalhistas

### Individual masculino
| Evento                 | Ouro                              | Prata                        | Bronze                   |
| Pequim 1998 (detalhes) | Guo Zhengxin · China              | Gao Song · China             | Yu Wang · China          |
| 1999                   | Não houve competição              | Não houve competição         | Não houve competição     |
| Harbin 2000 (detalhes) | Ma Xiaodong · China               | Johnny Weir · Estados Unidos | Yingdi Ma · China        |
| 2001                   | Não houve competição              | Não houve competição         | Não houve competição     |
| Pequim 2002 (detalhes) | Mikhail Magerovski · Rússia       | Rui Yi · China               | Wu Jialiang · China      |
| 2003                   | Não houve competição              | Não houve competição         | Não houve competição     |
| Harbin 2004 (detalhes) | Mikhail Magerovski · Rússia       | Jamal Othman · Suíça         | Kazumi Kishimoto · Japão |
| 2005–2009              | Não houve competição              | Não houve competição         | Não houve competição     |
| Pequim 2010 (detalhes) | Richard Dornbush · Estados Unidos | Yan Han · China              | Andrei Rogozine · Canadá |

### Individual feminino
| Evento                 | Ouro                       | Prata                           | Bronze                      |
| Pequim 1998 (detalhes) | Yoshie Onda · Japão        | Gwenaelle Jullien · França      | Wang Huan · China           |
| 1999                   | Não houve competição       | Não houve competição            | Não houve competição        |
| Harbin 2000 (detalhes) | Yukari Nakano · Japão      | Marianne Dubuc · Canadá         | Stephanie Zhang · Austrália |
| 2001                   | Não houve competição       | Não houve competição            | Não houve competição        |
| Pequim 2002 (detalhes) | Miki Ando · Japão          | Beatrisa Liang · Estados Unidos | Ye Bin Mok · Estados Unidos |
| 2003                   | Não houve competição       | Não houve competição            | Não houve competição        |
| Harbin 2004 (detalhes) | Nana Takeda · Japão        | Kim Yuna · Coreia do Sul        | Jessica Dubé · Canadá       |
| 2005–2009              | Não houve competição       | Não houve competição            | Não houve competição        |
| Pequim 2010 (detalhes) | Adelina Sotnikova · Rússia | Elizaveta Tuktamysheva · Rússia | Li Zijun · China            |

### Duplas
| Evento                 | Ouro                                      | Prata                                           | Bronze                                        |
| Pequim 1998 (detalhes) | Zhang Xiaodan · Zhang Hao · China         | Melica Brozovich · Anton Nimenko · Rússia       | Anna Kaverzina · Vitali Dubina · Rússia       |
| 1999                   | Não houve competição                      | Não houve competição                            | Não houve competição                          |
| Harbin 2000 (detalhes) | Zhang Dan · Zhang Hao · China             | Ding Yang · Ren Zhongfei · China                | Yuko Kawaguchi · Alexander Markuntsov · Japão |
| 2001                   | Não houve competição                      | Não houve competição                            | Não houve competição                          |
| Pequim 2002 (detalhes) | Zhang Dan · Zhang Hao · China             | Tiffany Vise · Laureano Ibarra · Estados Unidos | Tatiana Kokoreva · Egor Golovkin · Rússia     |
| 2003                   | Não houve competição                      | Não houve competição                            | Não houve competição                          |
| Harbin 2004 (detalhes) | Maria Mukhortova · Maxim Trankov · Rússia | Jessica Dubé · Bryce Davison · Canadá           | Elena Efaieva · Alexei Menshikov · Rússia     |
| 2005–2009              | Não houve competição                      | Não houve competição                            | Não houve competição                          |
| Pequim 2010 (detalhes) | Narumi Takahashi · Mervin Tran · Japão    | Ksenia Stolbova · Fedor Klimov · Rússia         | Yu Xiaoyu · Jin Yang · China                  |

### Dança no gelo
| Evento                 | Ouro                                             | Prata                                             | Bronze                                                    |
| Pequim 1998 (detalhes) | Flavia Ottaviani · Massimo Scali · Itália        | Melissa Gregory · James Shufford · Estados Unidos | Nelly Gourvest · Cedric Pernet · França                   |
| 1999                   | Não houve competição                             | Não houve competição                              | Não houve competição                                      |
| Harbin 2000 (detalhes) | Kendra Goodwin · Chris Obzansky · Estados Unidos | Nathalie Péchalat · Fabian Bourzat · França       | Catherine Perreault · Charles A. Perreault · Canadá       |
| 2001                   | Não houve competição                             | Não houve competição                              | Não houve competição                                      |
| Pequim 2002 (detalhes) | Christina Beier · William Beier · Alemanha       | Ekaterina Rubleva · Ivan Shefer · Rússia          | Loren Galler-Rabinowitz · David Mitchell · Estados Unidos |
| 2003                   | Não houve competição                             | Não houve competição                              | Não houve competição                                      |
| Harbin 2004 (detalhes) | Tessa Virtue · Scott Moir · Canadá               | Natalia Mikhailova · Arkadi Sergeev · Rússia      | Trina Pratt · Todd Gilles · Estados Unidos                |
| 2005–2009              | Não houve competição                             | Não houve competição                              | Não houve competição                                      |
| Pequim 2010 (detalhes) | Ksenia Monko · Kirill Khaliavin · Rússia         | Victoria Sinitsina · Ruslan Zhiganshin · Rússia   | Alexandra Stepanova · Ivan Bukin · Rússia                 |